# Aşk-ı Memnu
Aşk-ı Memnu (dosłownie „Zakazana miłość”) – powieść Halit Ziya Uşaklıgil, napisana w języku osmańskim, pierwotnie publikowana w odcinkach w awangardowym czasopiśmie Servet-i Fünun w latach 1899–1900. W XX wieku na podstawie powieści powstał miniserial telewizyjny, sztuka teatralna i opera.
W latach 2008–2010 nakręcono serial telewizyjny o tym samym tytule, bardzo popularny w Turcji. Jest on uwspółcześnioną wersją powieści, jego akcja toczy się w Stambule na początku XXI wieku.